# Hypocysta serapis
Hypocysta serapis är en fjärilsart som beskrevs av Hans Fruhstorfer 1911. Hypocysta serapis ingår i släktet Hypocysta och familjen praktfjärilar. Inga underarter finns listade i Catalogue of Life.